# Ferrokësterita
La ferrokësterita és un mineral de la classe dels sulfurs, que pertany al grup de l'estannita. Rep el nom pel seu contingut en ferro i la relació amb la kësterita.

## Característiques
La ferrokësterita és una sulfosal de fórmula química Cu₂FeSnS₄. Cristal·litza en el sistema tetragonal. La seva duresa a l'escala de Mohs és 4.
Segons la classificació de Nickel-Strunz, la ferrokësterita pertany a «02.CB - Sulfurs metàl·lics, M:S = 1:1 (i similars), amb Zn, Fe, Cu, Ag, etc.» juntament amb els següents minerals: coloradoïta, hawleyita, metacinabri, polhemusita, sakuraiïta, esfalerita, stil·leïta, tiemannita, rudashevskyita, calcopirita, eskebornita, gal·lita, haycockita, lenaïta, mooihoekita, putoranita, roquesita, talnakhita, laforêtita, černýita, hocartita, idaïta, kesterita, kuramita, mohita, pirquitasita, estannita, estannoidita, velikita, chatkalita, mawsonita, colusita, germanita, germanocolusita, nekrasovita, estibiocolusita, ovamboïta, maikainita, hemusita, kiddcreekita, polkovicita, renierita, vinciennita, morozeviczita, catamarcaïta, lautita, cadmoselita, greenockita, wurtzita, rambergita, buseckita, cubanita, isocubanita, picotpaulita, raguinita, argentopirita, sternbergita, sulvanita, vulcanita, empressita i muthmannita.

## Formació i jaciments
Va ser descoberta a la mina Cligga, situada a la localitat de Perranporth, a la Cornualla (Anglaterra, Regne Unit). També ha estat descrita a Polònia, Romania, Kosovo, la República Popular de la Xina, Canadà, l'Argentina i Bolívia.